# Hebius terrakarenorum
Hebius terrakarenorum — вид змій родини полозових (Colubridae). Ендемік Таїланду.

## Поширення і екологія
Hebius terrakarenorum мешкають в провінціях Чіангмай, Мехонгсон, Так і Канчанабурі на заході Таїланду.